# Richard Alonzo
Richard Alonzo é um maquiador estadunidense. Foi indicado ao Oscar de melhor maquiagem e penteados na edição de 2017 pelo filme Star Trek Beyond. Seu trabalho também recebeu destaque em Star Trek, Pearl Harbor e Deadpool.